# Grupo Desportivo de Chaves "B"
El GD Chaves B es un equipo de fútbol de Portugal que juega en el Campeonato de Portugal, la cuarta división de fútbol en el país.

## Historia
Fue fundado en el año 2017 en la ciudad de Chaves como el principal equipo filial del GD Chaves luego de que la Federación Portuguesa de Fútbol permitiera a la los equipos filiales participar en las competiciones de primeros equipos, aunque este club no puede participar en la Primeira Liga ni en la Copa de Portugal, aunque sus jugadores sí pueden participar con el primer equipo.
En la temporada 2017/18 logra el título del distrito de Vila Real y por lo tanto consigue el ascenso al Campeonato de Portugal por primera vez en su historia.
El club desaparece luego de que se cancela la temporada 2019/20 del Campeonato de Portugal por decisión de la junta directiva que decidió terminar con el proyecto del equipo filial. El club es refundado en la liga regional de Vila Real en 2024, donde sale campeón y logra el ascenso al Campeonato de Portugal.

## Palmarés
- Liga Regional de Vila Real: 2

2017/18, 2024/25